# Springfield (Minnesota)
Springfield w stanie Minnesota, jest małym miastem, leżącym na terenie hrabstwa Brown.
Springfield liczy nieco ponad 2200 stałych mieszkańców (2000). Zajmuje powierzchnię niespełna 5 km². Przez miasto przepływa rzeka Cottonwood.
Miasteczko wspominane jest często w serialu rodzinnym Domek na prerii.